# Bergsnäs
Bergsnäs är en stadsdel i västra utkanten av Växjö med ca 350 invånare där de gamla riksvägarna 23, 25, 27 och 30 möttes och övergick i stadens huvudgata, Storgatan. Stadsdelen avgränsas mot Helgevärma av Helige å. 
Stadsdelen inrymde under 1970-talet Växjös enda porrklubbar, Bonaparte och Club Stick-Inn.